# Фейсал ибн Саттам Аль Сауд
Фейсал ибн Саттам Аль Сауд (араб. فيصل بن سطام آل سعود‎; род. 1970, Эт-Таиф) — саудовский принц из династии Аль Сауд, бизнесмен и посол Саудовской Аравии в Италии с 2017 года.

## Биография

### Происхождение и образование
Фейсал ибн Саттам Аль Сауд был младшим из четверых детей принца Саттама ибн Абдул-Азиза. У него есть старший брат и две старшие сестры: принц Абдул-Азиз, принцессы Хала и Нала.
Получил начальное образование в Эр-Рияде, является выпускником Университета Короля Сауда, как бакалавр права, помимо этого выпускник Гарвардской школы права.

### Карьера и бизнес
По возвращении на родину, принц работал в частных юридических фирмах, затем продолжил работу в ВТО, где работал до 2002 года. Уйдя из ВТО, он занялся бизнесом. Владелец холдинга Jeem, который занимается различными сферами деятельности, включая технологии, транспорт, недвижимость и производство продуктов питания и напитков.
С мая 2017 года является послом королевства в Италии, с июля 2018 года является чрезвычайным послом на Мальте и в Сан-Марино.